# Henry Makowski
Henry Makowski (* 18. September 1927 in Märkisch Friedland, polnisch Mirosławiec; † 6. April 2023 in Dahlem) war ein deutscher Naturkundler und Autor von Büchern und Filmen.

## Jugend und Leben
Der Sohn von Kaufleuten (Landhandel und Kaufhaus) befasste sich seit der Schulzeit mit naturkundlichen Themen und wurde hierzu durch Hermann Löns inspiriert. Makowski musste Ende 1944 die Schule abbrechen und wurde zur Wehrmacht eingezogen. Es folgten Kriegsdienst, sowjetische Kriegsgefangenschaft und Flucht aus dieser in die britische Besatzungszone.
Makowski lebte lange am Rande der Fischbeker Heide im Hamburger Stadtteil Neugraben.  Er hatte drei Kinder, war zwei Mal verwitwet und lebte nach Abschluss seiner aktiven Berufslaufbahn in Dahlem im Landkreis Lüneburg.

## Ausbildung & Berufsweg
Makowski absolvierte Ende der vierziger Jahre eine Lehre in der Landwirtschaft.
1948 wurde er hauptberuflich Betreuer der Seevogelfreistätte Schleimünde für den Verein Jordsand und 1950 Leiter der Vogelschutzwarte Lüneburg. Er absolvierte Fortbildungen bei der Zentralstelle für Naturschutz und Landschaftspflege im Naturschutzgebiet Lüneburger Heide sowie ornithologisch-naturschutzfachliche Studien in Holland, England und auf den Färöer-Inseln. Es folgten Besuche von Nationalparken und Wildschutzgebieten in den USA und erste Verbindungen zu internationalen Naturschutzorganisationen.
Er erhielt 1954 eine Anstellung beim Naturschutzamt Hamburg und der Landesstelle für Naturschutz und Landschaftspflege, 1956 als stellvertretender Leiter.
Der Schwerpunkt seiner Arbeit als freischaffender Autor war von 1957 bis 1991 verbunden mit weltweiter Reisetätigkeit. Auch danach arbeitete Makowski national und international an zahlreichen Buch-, Film- und Naturschutzprojekten und hielt Vorträge. Zuletzt hatte er sich mit dem Wiederauftreten der Wölfe in Deutschland befasst.

## Funktionen (Auswahl)
- 1960–1964: Mitglied der Erziehungskommission der Internationalen Naturschutzunion IUCN, Sektion Nordwesteuropa

- Mitglied im Beirat für Naturschutz und Landschaftspflege des Bundesministeriums für Ernährung und Landwirtschaft als Vertreter der Arbeitsgemeinschaft Deutscher Beauftragter für Naturschutz und Landschaftspflege (ABN)[11]

- Sachverständiger in verschiedenen Gremien, u. a. 1971 zur Novellierung des Reichsnaturschutzgesetzes

- Bis 1988 Mitorganisator der Deutschen Naturschutztage

- 1977–1992: Referatsleiter „Naturschutz und Landschaftspflege“ in der Alfred Toepfer Stiftung F. V. S.

## Wirken als Autor von Büchern und Filmen sowie in Medien
Makowski war Autor zahlreicher naturkundlicher Schriften, Bücher und Filme bzw. Filmbeiträge sowie Verfasser von Artikeln in Jugend- und Fachzeitschriften. Sein Hauptwerk besteht aus fünf Büchern und über fünfzig Filmen. Einem breiten Publikum bekannt wurde Makowski durch seine Beiträge in den Fernseh-Sendungen „Tele-Zoo“ (ZDF), „In Sachen Natur“ (ARD) und „Paradiese aus Menschenhand“ (ZDF). Hier arbeitete er auch mit Konrad Lorenz und Heinz Sielmann zusammen.
Makowski galt als Kritiker von Teilen des Wirkens Bernhard Grzimeks in Ostafrika. Die Kontroverse ging um Makowskis Befürwortung einer zielgerichteten Bestandsregulierung auch mittels Jagd in den Schutzgebieten Ostafrikas, um das ökologische Gleichgewicht der zu schützenden Tiere sowie Landschaft zu erhalten.
Im Jahr 2020 bezeichnete die Feuilletonistin Antje Stahl seine ökologischen Kunstbetrachtungen als „Pflichtlektüre jedes Studiums der Kunstgeschichte“. In dem gemeinsam mit dem Kunsthistoriker Bernhard Buderath 1983 herausgegebenen Buch „Die Natur dem Menschen untertan – Ökologie im Spiegel der Landschaftsmalerei“ betrachtet Makowski Gemälde durch die Brille des Naturkundlers und liefere damit, so Stahl, ein frühes Beispiele für Ökokritik beziehungsweise „Ecocriticism“ in der Kunstgeschichte.

## Ehrungen und Auszeichnungen (Auswahl)
- 1977: Goldene Kamera
- 1986: Alexander-von-Humboldt-Medaille in Gold der Alfred Toepfer Stiftung[17]
- 1989: Bundesverdienstkreuz am Bande[18]
- 1997: Konrad-Lorenz-Medaille
- 2010: Ehrenmitglied in der Hamburger Autorenvereinigung

## Bücher (Hauptwerke)
- 1961: „Amsel, Drossel, Fink und Star – Vögel versorgen / Vögel beobachten“, Kosmos Verlag, Stuttgart
- 1971: „Landschaft für morgen, Modelle zum Umweltschutz“, M. u. K. Hansa Verlag, Hamburg ISBN 3-920610-05-9, 9783920610054
- 1983: „Die Natur dem Menschen untertan, Ökologie im Spiegel der Landschaftsmalerei“, Kindler Verlag, Berlin ISBN 3-423-02895-5, 9783423028950
- 1985: „Neuer Kurs für Noahs Arche“, Kindler Verlag, München, ISBN 3-463-40021-9, 9783463400211
- 1996: „Nationalparke – Schatzkammern der Natur“, Wachholtz Verlag, Neumünster ISBN 3-529-05322-8, 9783529053221